# Італійське королівство (774—962)
Італійське королівство (лат. Regnum Italiae/Regnum Italicum; італ. Regno d'Italia; нім. Reichsitalien) — утворене у 781 році, як васальна держава Каролінзької імперії, а з 962 року стало складова частина Священної Римської імперії. Спочатку королівство охоплювало значні частини північної та центральної Італії. Його первісною столицею до XI століття була Павія.
У 773 році король франків Карл Великий напав на Лангобардське королівство, яке охоплювало всю Італію, за винятком Папської області, Венеційської республіки та візантійських володінь на півдні півострова. У червні 774 року королівство розпалося, і франки стали господарями Північної Італії. Південні області залишалися під контролем лангобардів, оскільки Беневенське герцогство було перетворено на значною мірою незалежне Беневентське князівство. Карл Великий назвав себе королем лангобардів, але у 781 році він відновив Італійське королівство на чолі зі своїм сином Піпіном як васальну державу, а сам у 800 році був коронований імператором у Римі. Члени династії Каролінгів продовжували правити Італією до повалення Карла Товстого в 887 році, після чого вони ненадовго повернули собі престол у 894—896 роках.
У 951 році король Німеччини Оттон I, уже одружений з королевою Італії Аделаїдою, вторгся в королівство і коронувався в Павії. Він продовжив шлях до Риму, де він був коронований імператором 7 лютого 962 року. Союз корон Італії та Німеччини з коронами так званої «Римської імперії» виявився стабільним. В 1032 році до цього союзу була додана Бургундія і в XII столітті для нього став використовуватися термін «Священна Римська імперія». З 961 року імператор зазвичай також був королем Італії та Німеччини, хоча іноді імператори призначали своїх спадкоємців правити в Італії, а іноді італійські єпископи та дворяни обирали власного короля на противагу королю Німеччини. Відсутність італійського монарха в Середньовіччі призвела до швидкого зникнення центрального уряду, але ідея про те, що Італія була королівством у складі Імперії, залишилася, і імператори часто намагалися нав'язати свою волю італійським містам-державам. Війни між гвельфами та гібелінами, антиімперіалістичними та імперіалістичними фракціями відповідно, були характерними для італійської політики в XII—XIV століттях. Ломбардська ліга була найвідомішим прикладом цієї ситуації; хоч і не був оголошеним сепаратистським рухом, він відкрито заперечував претензії імператора на владу.
Століття між приниженням в Каноссі в 1077 році і Венеційським договором 1177 року призвело до утворення міст-держав, незалежних від німецького імператора. Серія війн у Ломбардії з 1423 по 1454 рік зменшила кількість конкуруючих держав в Італії. Наступні сорок років були відносно мирними в Італії, але в 1494 році півострів був захоплений Францією, після чого розпочались півстолітні Італійські війни між Французьким королівством та Габсбурзькою імперією.
Після імперської реформи 1495—1512 рр. Італійське королівство відповідало територіям, що не входили до імперських округів і знаходились на південь від Альп. Юридично імператор підтримував інтерес до них як до номінального короля та сюзерена, але «уряд» королівства складався лише з повноважних представників, яких імператор призначив представляти його, та тих губернаторів, яких він призначив керувати своїми італійськими державами. Тим не менш, 250—300 менших феодалів Reichsitalien часто зверталися до імперських судів і юрисдикцій для врегулювання конфліктів з видатними князями.
Правління Габсбургів у кількох частинах Італії тривало в різних формах, але завершилося кампаніями французьких революціонерів у 1792—1797 роках, коли за підтримки Наполеона на місцевому рівні було створено ряд сестринських республік, які потім об'єдналися в Італійську республіку під його головуванням. У 1805 році Італійська республіка стала Італійським королівством з Наполеоном як новим королем. Ця держава була розпущена з падінням правління Наполеона в 1814 році.

## Історія

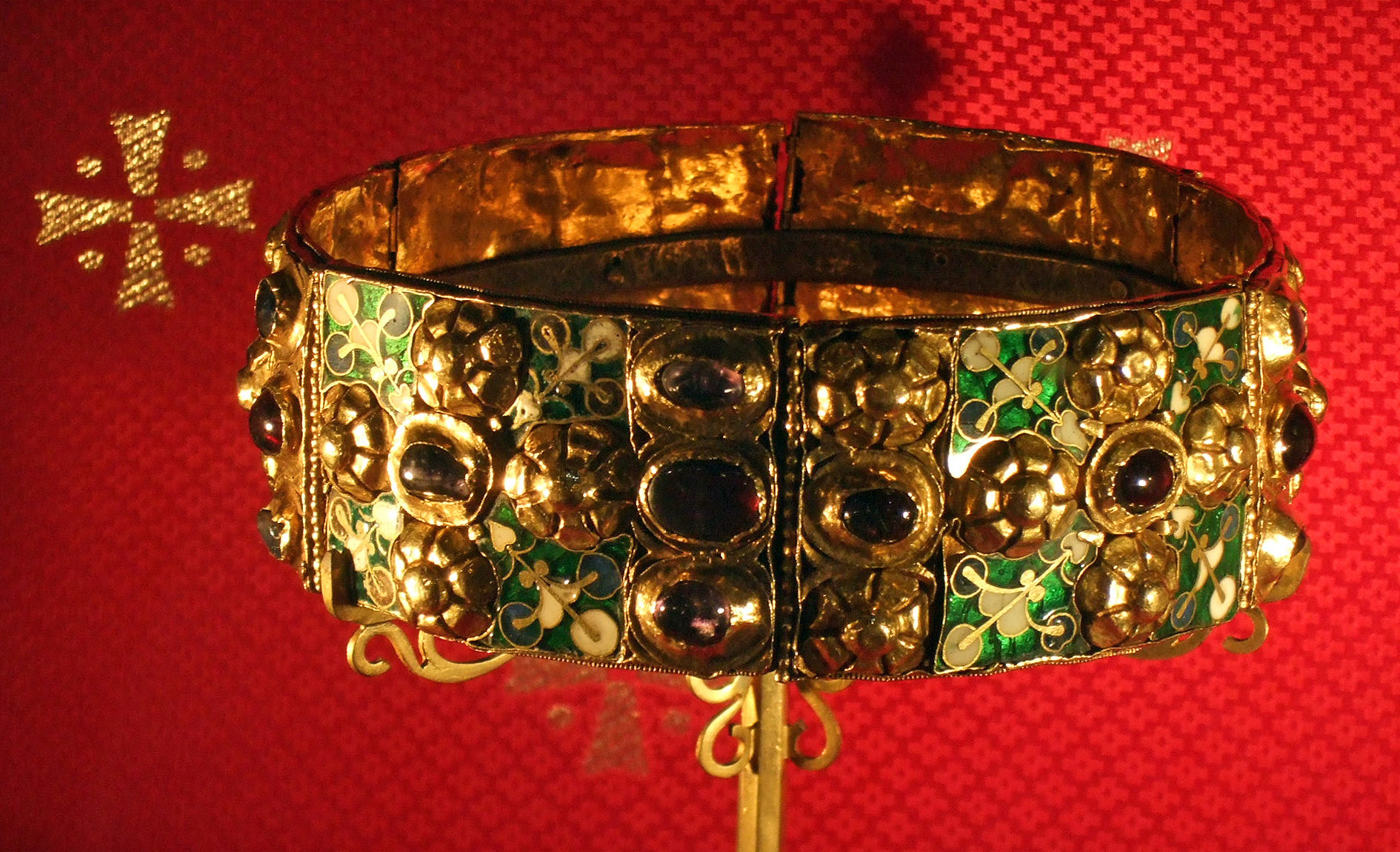
Так звана Залізна корона Ломбардії, вотивна корона з собору Монци, яка, як вважається, містить цвях Страстей Господніх, стала символом правління лангобардів над Італією в період пізнього середньовіччя та раннього модерну. Протягом століть вона була символом королів Італії

### Від Одоакра до лангобардів
Було створено 476 року ватажком колишніх федератів імперії — скірів і ругіїв Одоакром після усунення ним від влади останнього імператора Західної Римської імперії Ромула Августула. Спочатку Одоакр використовував титул «dux» (князь, герцог), але незабаром, за зразком сусідніх володарів, став іменувати себе «королем Італії» (лат. rex Italiae). Східний імператор визнав його «намісником Італії».
493 року Одоакр погодився визнати своїм співправителем ватажка остготів Теодоріха і одразу був ним убитий. Теодоріх та його спадкоємці з роду Амалів, втім, віддавали перевагу титулу «король остготів» (лат. rex Ostrogothorum), залишаючись для колишніх римських громадян «намісниками імператора». Відтак у науковій літературі для позначення держави у цей час використовується назва «Остготське королівство», а для усього періоду 476—553 років «Равеннське королівство».
553 року територія королівства була безпосередньо включена до складу Візантійської імперії. Натомість незабаром до Італії рушили лангобарди, ватажок яких Альбойн з 572 року — із здобуттям Павії і перетворенням її на свою столицю — відновів самостійність Італії як королівства, незалежного від імперії.

### Королівство у складі Каролінзької імперії
774 року королівство було захоплене Карлом Великим, який коронувався в Павії «лангобардською короною». Але 781 року він відновив Італійське королівство на чолі зі своїм сином Піпіном як васальну державу. Після коронації Карла імператором 800 року королівство входило до складу Каролінзької імперії.
Після смерті Піпіна 810 року королівство знову опинилося під безпосереднім управлінням Карла, однак у 812 він призначив намісником незаконного сина Піпіна Бернара (бл. 797 -17 квітня 818), а незабаром Бернар вже згадувався з королівським титулом. Після смерті Карла новий імператор, Людовик I Благочестивий підтвердив дарування, однак у червні 817 року він, бажаючи закріпити спадкові права своїх синів на державу Франків, склав Акт «Про порядок в Імперії» (Ordinatio imperii), в якому наділяв Лотара I великими володіннями й титулом співправителя, а молодших синів — Піпіна і Людовика — призначав підлеглими королями.
Про Бернара в документі не було сказано ні слова, хоча, формально, його право на престол Італії сумніву не піддавалося, проте документ викликав невдоволення Бернара, чий статус як правителя став невизначеним. До того ж серед найближчого оточення короля Італії було багато осіб з числа тих, кого імператор Людовик останнім часом відсторонив від свого двору. Радники Бернара почали підбивати його вжити термінових заходів для закріплення за собою батьківської спадщини. Бернар піддався на вмовляння їх і восени почав підготовку до процедури складення його підданими присяги йому, а не Лотарю, як того вимагав імператор. Про це вороги Бернара — єпископ Верони Ратольд і граф Брешії Суппон, перебільшивши масштаби змови, негайно доповіли імператору Людовику. Той негайно зібрав військо і у грудні виступив до Шалона. Дізнавшись про це, Бернар перекрив перевали в Альпах, намагаючись перегородити Людовіку шлях до Італії і оголосив про скликання війська. Однак, бачачи нечисленність своїх військ, Бернард поспішив до імператора, щоб благати його про прощення і довести свою вірність, але, після прибуття в Шалон, він був заарештований, а в 818 осліплений, після чого помер.
Італія у результаті дісталася Лотару I, старшому синові Людовика Благочестивого, коронованому в 817 році як імператор і співправитель батька. Лотар разом з братами кілька разів поставав проти батька, а після його смерті в 840 спробував встановити владу над своїми братами, що викликало війну. 25 червня 841 року Лотар був розбитий братами в битві при Фонтене, а в 842 був змушений укласти перемир'я. У результаті в 843 був укладений Верденський договір, за яким Каролінзька імперія була остаточно розділена між Лотаром, Людовиком II Німецьким і Карлом II Лисим.

### Королівство в 843—888 роках

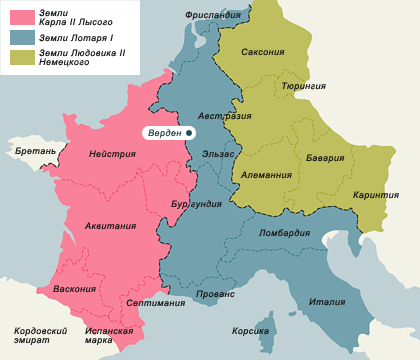
Розділ Франкської імперії за Верденським договором 843 року

За Верденським договором Лотар отримав в управління так зване Середнє Франкське королівство, в яке крім Італії увійшли Прованс, бургундські землі між Роною і Альпами, землі по правому березі Рони до Юзі, Вів'є і Ліона, герцогство Бургундське по обидві сторони Юри до Аарау з одного боку і Сони — з інший, мозельську землю від саксонського кордону до гирла Шельди, і землю фризів між гирлами Рейну і Везера. Крім того Лотар зберігав титул імператора, який фактично виявився прив'язаний до титулу короля Італії.
Після Верденського розділу Лотар ще кілька разів з'їжджався з братами для переговорів, але з'їзди не заважали зіткненням між ними. Останні роки життя Лотар провів у боротьбі з норманами.
Серединна королівство виявилося недовговічним. Вже після смерті Лотара в 855 за Прюмським договором воно розпалося на 3 королівства: Італійське, Лотаринзьке і Провансалське, що дісталися трьом синам Лотара — Людовіку II, Лотару II і Карлу.

Прюмський розділ королівства Лотаря I в 855

Людовик II, коронований ще за життя батька як король Італії та імператор, отримав у своє розпорядження власне Італійське королівство, до якого входила Північна Італія: Ломбардія, Лігурія, Тоскана, Фріулі, Романія, Сполето і Папська область. Крім того, після смерті молодшого брата Карла в 863 Людовик захопив більшу частину Провансальського королівства, за виключенням Ліонського герцогства. Все своє правління він намагався підпорядкувати собі Південну Італію, для чого йому довелося боротися з арабами і Візантією. У результаті до 871 році він приєднав до свого королівства її більшу частину, однак всі його завоювання виявилися недовговічні і вже в 872 Південна Італія знову здобула незалежність від короля.
Після смерті в 875 році Людовика II без спадкоємців було кілька десятиліть невизначенності. Імператорська корона спочатку була предметом суперечки між каролінгськими правителями Західного Франкського королівства та Східного франкського королівства.
По смерті Людовика II, папа Іван VIII проголосив королем Італії і імператором короля Західно-Франкського королівства Карла II Лисого, який негайно вирушив до Італії. По дорозі він розбив Карломана, старшого сина Людовика Німецького, посланого затримати його просування до Італії і 17 грудня вступив в Рим. 25 грудня 875 р. відбулося помазання Карла на імператорський престол. Частина італійських феодалів присягнула йому на вірність. Людовик Німецький, якому за старшинством мав би дістатися імператорський титул, спустошив у відповідь Лотарингію. Довіривши управління Італійським королівством Бозону В'єннському, якому було надано титул герцога, Карл, зайнятий боротьбою з племінниками, повернувся до Франції.
Під час відсутності Карла Італія зазнала нове нашестя арабів, які кілька разів підступали до стін самого Рима. Папа Іван VIII наполегливо закликав Карла на допомогу. У червні 877 імператор нарешті зібрався в похід проти арабів. Поблизу Тортони він зустрівся з папою і разом з ним в кінці літа вступив в Павію, де протягом декількох днів очікував прибуття місцевих графів, але ті так і не з'явилися. Зате прийшла звістка, що племінник Карла, німецький король Карломан знаходиться неподалік на чолі свого війська. Наляканий цією новиною, Карл вирушив у зворотний шлях, так нічого і не зробивши для папи. Дорогою він захворів і помер.
Наступним імператором було оголошено Карломана, а після його смерті його молодшого брата Карла III Товстого, який коронувався імператорської короною в 881 році. В 884 році Карлу Товстому ненадовго вдалося об'єднати під своєю владою усі частини колишньої Каролінзької імперії, однак різке невдоволення політичним курсом Карла вилилося у відкритий виступ знаті проти короля. 11 листопада 887 у Франкфурті Карл був позбавлений корони, імперія остаточно розпалася і Італійське королівство стало фактично незалежним.

### Королівство в 888—951 роках
Після усунення Карла Товстого, за італійську корону сперечались як місцеві італійські барони, такі як Гвідо Сполетський і Беренгар Фріульський, так і зовнішні претенденти, причому Арнульф Каринтійський і Людовик Сліпий Прованський на деякий час претендували також і на імператорський престол. Королівство також зазнавало нападів арабів та маврів з Сицилії та Північної Африки, а центральна влада була в кращому випадку мінімальною.
У X столітті ситуація майже не покращилася, оскільки різні бургундські та місцеві дворяни продовжували сперечатися за корону. Порядок був нав'язаний лише ззовні, коли німецький король Оттон I вторгся в Італію та захопив і імператорський, і італійський престол у 962 році.

### Королівство в складі Священної Римської імперії
961 року королівство приєднав до своїх володінь Оттон I Великий, і воно стало Італійским королівством у складі Священної Римської імперії. Остаточно Італійське королівство перестало існувати у 1806 році.